# Coriandre
Coriandrum sativum · Coriandre cultivée, Persil chinois
Espèce
Classification APG II (2003)
La coriandre  ou coriandre cultivée (Coriandrum sativum) est une espèce de plantes à fleurs de la famille des Apiacées (Ombellifères). C'est une plante herbacée annuelle aromatique cultivée dans les zones tempérées du monde entier et employée pour de nombreuses préparations culinaires, particulièrement en Asie, en Amérique latine et dans la cuisine méditerranéenne. Les feuilles sont généralement utilisées fraîches en accompagnement ou comme condiment. Les fruits séchés, souvent confondus avec des graines, sont utilisés comme épice. Moulus, ils sont un ingrédient de base de nombreux mélanges, tels que les currys.
La coriandre est également une plante médicinale, reconnue notamment pour faciliter la digestion. On en tire une huile essentielle utilisée en aromathérapie, dans l'industrie alimentaire pour son arôme et comme agent de senteur en parfumerie, dans les cosmétiques ou les produits sanitaires.
« Coriandre longue » ou « coriandre chinoise » (Eryngium foetidum), « coriandre bolivienne » (Porophyllum ruderale) et « coriandre vietnamienne » (Polygonum odoratum) sont des appellations vernaculaires désignant d'autres espèces végétales, également utilisées en cuisine.

## Étymologie
Le mot français vient du latin classique coriandrum, lui-même issu du grec κορίανδρον / koríandron, ou κορίαννον / koríannon. L'étymologie courante fait dériver le grec de la racine κόρις / kóris, « punaise », à cause de l'odeur ; cependant le Dictionnaire historique de la langue française rejette cette version, parlant d'un terme « probablement d’origine méditerranéenne ». Une autre signification du mot κόρις : sorte de millepertuis, est par ailleurs plausible. John Chadwick fait un rapprochement entre la forme mycénienne du mot (κορίαδνον / koriadnon (𐀒𐀪𐀊𐀅𐀙 / korijadana en linéaire B)), et le nom d'Ariane, la fille de Minos.
Le mot latin coriandrum est au genre neutre, et par suite, il est au masculin dans les langues romanes. En français, après une longue hésitation la tendance à le considérer comme du genre féminin, l'a emporté, aussi bien lorsqu'il désigne la plante que le fruit (l'épice).

## Origine et aspects historiques
L'origine de la coriandre est incertaine. Elle pousse à l'état sauvage dans une vaste zone au Proche-Orient et dans le Sud de l'Europe, suscitant le commentaire : « Il est difficile de définir exactement où cette plante est sauvage et où elle ne s'est établie que récemment ».
Quinze méricarpes desséchés ont été trouvés au niveau Néolithique précéramique B de la grotte de Nahal Hemar (he) dans le désert de Judée en Palestine (actuellement Israël), ce qui est peut-être la plus ancienne trace archéologique de coriandre (environ 6 000 ans av. J.-C.).
Le plus ancien témoignage de l'utilisation des fruits est un papyrus daté de 1550 av. J.-C. listant des plantes médicinales. Environ un demi-litre de méricarpes ont été retrouvés dans le tombeau de Toutankhamon, et leur présence est courante dans d'autres sépultures de l'Égypte antique à cette époque. La coriandre n'existant pas à l'état sauvage en Égypte, Zohary et Hopf interprètent cette découverte comme une preuve que la coriandre était cultivée (Nouvel Empire, vers le XIVe siècle av. J.-C.).
La coriandre semble avoir été cultivée dans la Grèce antique au moins depuis le IIe millénaire av. J.-C. Des tablettes en linéaire B provenant de la civilisation mycénienne mentionnent la coriandre, en quantité importante, comme offrande rituelle ou comme matière première pour la confection d'onguents et de produits aromatiques à l'usage des temples-palais. Une des tablettes retrouvées à Pylos fait référence à la coriandre comme étant cultivée pour la fabrication de parfums, et elle aurait été utilisée sous deux formes : comme épice pour ses « graines », et pour la saveur de ses feuilles. Une grande quantité de coriandre retrouvée dans une couche de l'Âge du bronze ancien à Sitagrí, en Macédoine, renforce l'hypothèse de la culture de la plante à cette période (plus de 1 200 ans av. J.-C.). Les Hébreux l’utilisaient pour aromatiser leurs galettes et les Romains pour conserver leur viande au frais.
En France, des fouilles archéologiques ont mis en évidence la présence de la coriandre depuis l'Antiquité (entre le Ier siècle av. J.-C. et le Ve siècle). Elle fait partie des plantes dont la culture est recommandée dans les domaines royaux par Charlemagne dans le capitulaire De Villis (fin du VIIIe siècle ou début du IXe).

## Botanique

### Description générale
La coriandre est une plante annuelle élancée, ramifiée, mesurant généralement en floraison de 30 à 60 cm mais pouvant atteindre 1,40 m. Le feuillage et la tige sont verts ou vert clair tirant parfois sur le rouge ou le violet pendant la floraison, glabres, luisants (notamment les faces inférieures des feuilles). L'inflorescence, blanche ou rose-mauve très pâle, est typique des Apiacées (Ombellifères) : petites fleurs pentamères disposées en ombelles composées. L'odeur de la plante est souvent décrite comme fétide,, surtout en floraison ou début de fructification.

### Appareil végétatif
La germination est épigée et la racine est pivotante. Les tiges sont dressées, grêles, cylindriques, striées. Leur croissance est sympodiale, parfois avec plusieurs branches latérales au niveau du premier nœud. Chaque ramification se termine par une inflorescence unique. La base de la tige d'un plant adulte est creuse et peut atteindre 2 cm de diamètre.
La plante est hétérophylle et les feuilles sont alternes. Plus nombreuses à proximité des racines (souvent regroupées en rosette), elles s'espacent et se raréfient dans la partie supérieure. Les feuilles inférieures sont pennatiséquées, à segments ovales en coin, incisés-dentés, les feuilles supérieures sont bi-tripennatiséquées, à lanières fines, linéaires-aiguës. Les feuilles les plus basses sont pétiolées, les plus hautes ont un pétiole se réduisant jusqu'à former une gaine foliaire embrassant la tige, presque amplexicaule. Les feuilles inférieures commencent à faner avant que les fruits n'arrivent à maturité.

### Appareil reproducteur
L'inflorescence est une ombelle composée de 2 à 8 rayons primaires de tailles différentes (de telle sorte que les ombellules soient placées au même niveau) et 5 à 20 rayons secondaires. L'involucre a une ou deux bractées foliacées linéaires mais est parfois inexistant. Les involucelles ont de 3 à 5 folioles (bractéoles) linéaires, courtes, réfléchies, unilatérales. Le calice gamosépale se termine par 5 petites dents lancéolées, inégales, persistantes, que l'on peut encore observer sur les fruits mûrs. Les fleurs centrales sont régulières avec de petits pétales échancrés, bifides, courbés vers l'intérieur. Les fleurs périphériques sont asymétriques : les pétales orientés vers l'extérieur de l'ombelle sont nettement allongés et divisés. Le carpelle est composé d'un ovaire infère surmonté par un petit stylopode conique qui supporte deux styles plus longs.
Les fruits sont globuleux, parfois légèrement allongés, de 3 à 6 mm de diamètre. Les fruits frais sont verts et dégagent la même odeur que les feuilles. Ils deviennent beiges, puis ocre-brun clair au cours de leur maturation et développent une odeur plus aromatique. Ce sont des schizocarpes (diakènes) constitués de deux méricarpes hémisphériques accolés, surmontés de ce qui reste du stylopode (parfois des styles) et des dents du calice, ne se séparant qu'une fois très secs. Chaque méricarpe a 9 côtes : 5 primaires flexueuses déprimées, 4 secondaires saillantes, carénées.

Coriandrum sativum L.
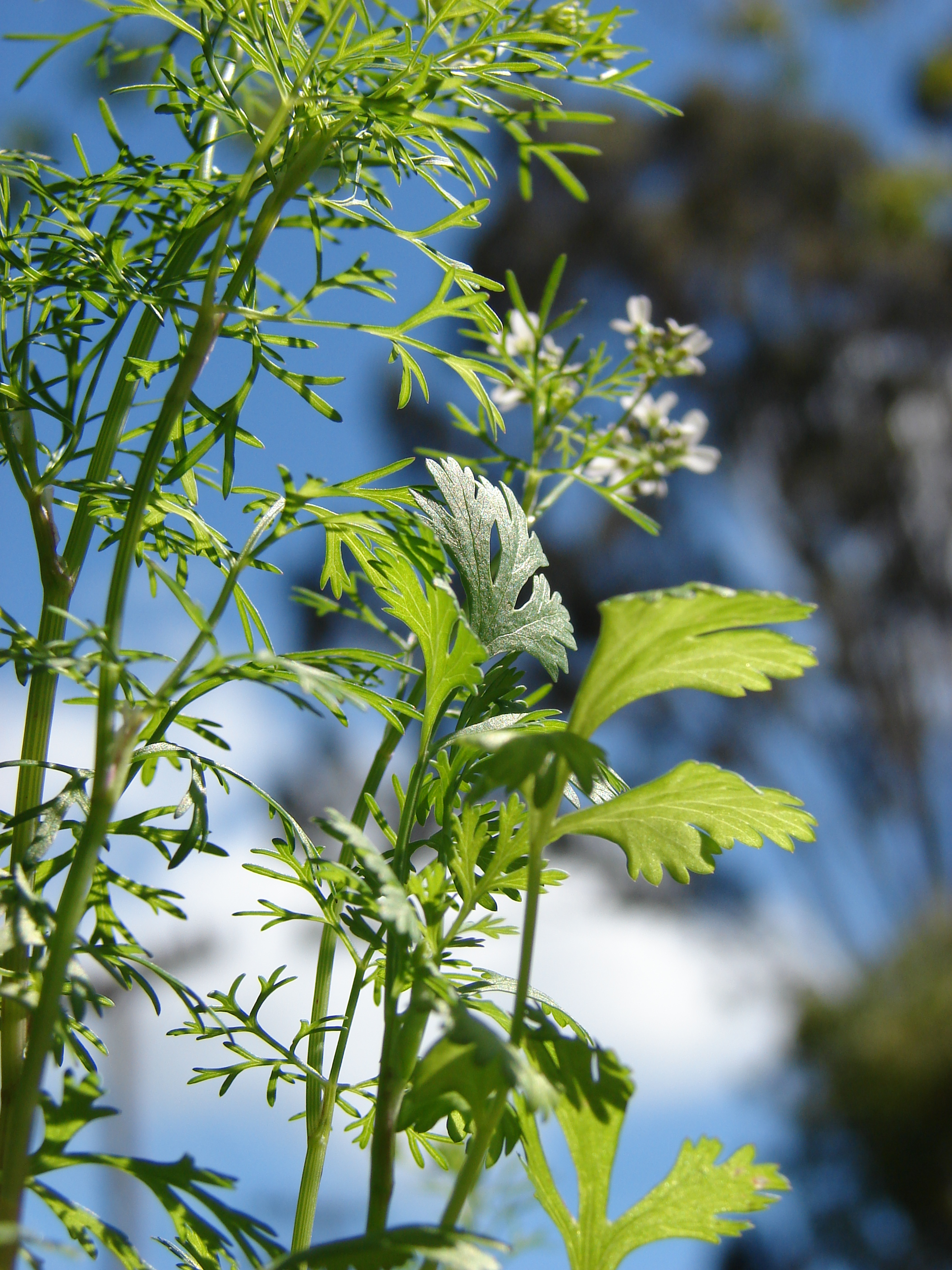
Feuilles inf. pennées, larges segments incisés dentés. Feuilles sup. très divisées, segments linéaires.
Inflorescence en ombelle composée.
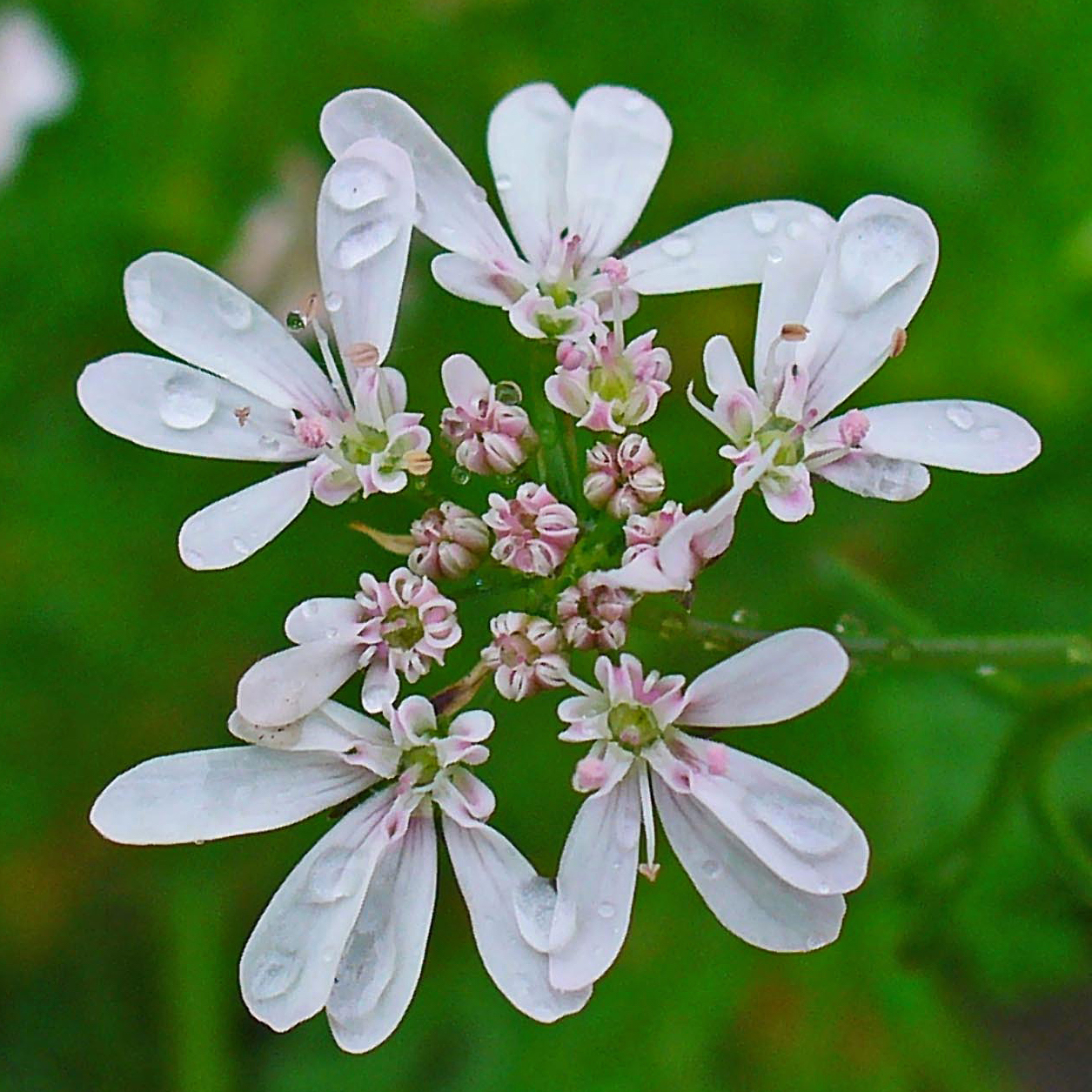
Fleurs extérieures de l'ombellule asymétriques.
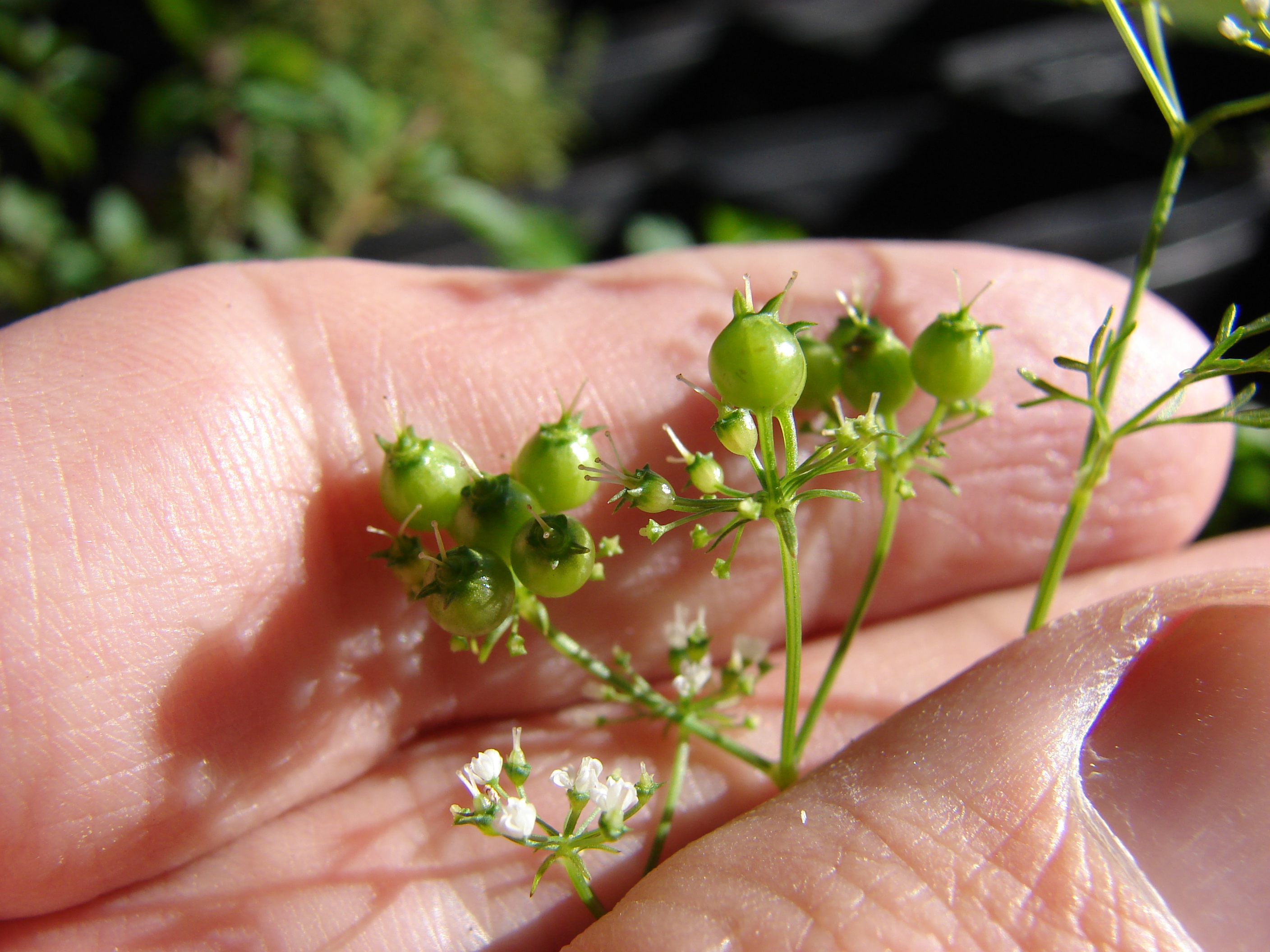
Fruits verts, les styles sont encore visibles.
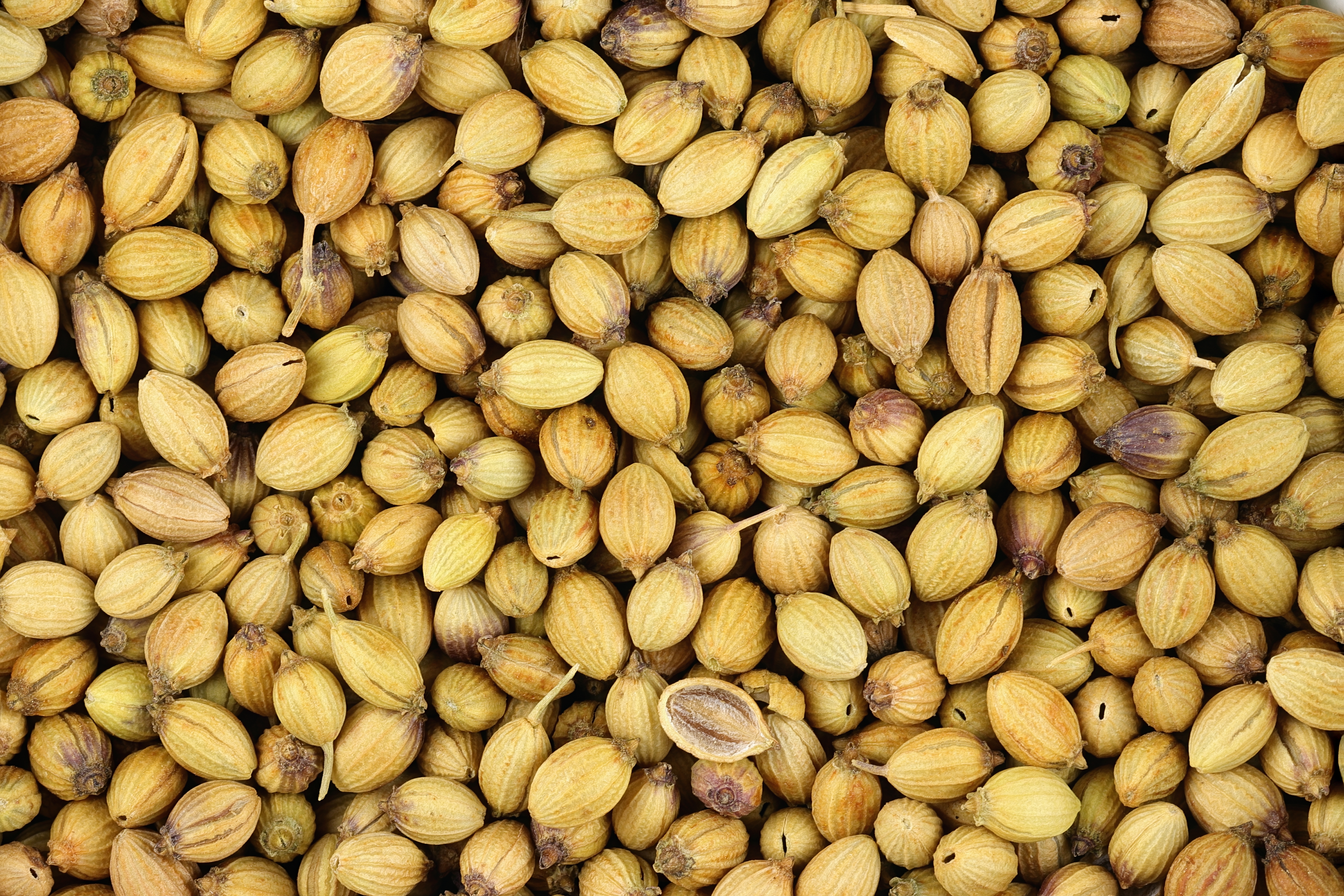
Graines de coriandre. Taille de chacune environ 3.5 mm x 5 mm

### Écologie
Distribution : La coriandre est probablement originaire du Proche-Orient ou du Sud de l'Europe et s'est propagée très tôt à travers l'Ancien Monde (voir supra). Elle est aujourd'hui cultivée un peu partout sur la planète, principalement dans l'hémisphère nord. Elle a été décrite comme une plante sauvage en région méditerranéenne (Europe, Afrique du Nord, Proche-orient), au sud de la Russie, en Arménie, en Asie centrale, en Inde et en Chine. Toutefois il s'agit probablement de plantes échappées de cultures il y a plus ou moins longtemps : il est difficile de préciser où la coriandre est subspontanée, naturalisée ou indigène. Elle peut pousser jusqu'à une altitude de 2 200 m.
Pollinisation : Entomophile, mellifère. Elle est réalisée par les insectes (dont les abeilles domestiques) attirés par le nectar sécrété par le stylopode quand les stigmates sont réceptifs à la pollinisation.
Dissémination : Barochore (par la gravité). Les fruits sont dispersés aux pieds des plantes mères, en tombant. Parfois l'éclatement des fruits alors qu'ils sont encore rattachés à la plante par leur pédicelle projette les méricarpes sur une courte distance.
Photopériodisme : La coriandre n'est pas sensible à la durée du jour. En Inde, elle est semée à tout moment de l'année, et peut produire deux récoltes par an.
Température : La coriandre peut endurer des températures négatives sur de courtes périodes, en particulier les jeunes plants, cette résistance aux froids diminuant après le développement de la tige. La température minimum de germination est de 4 à 6 °C, mais une température moyenne de 15 à 17 °C est nécessaire pour une germination en deux semaines après le semis. Une température élevée pendant la floraison favorise le rendement en fruits et leur teneur en huile essentielle.

## Utilisations culinaires

### Feuilles

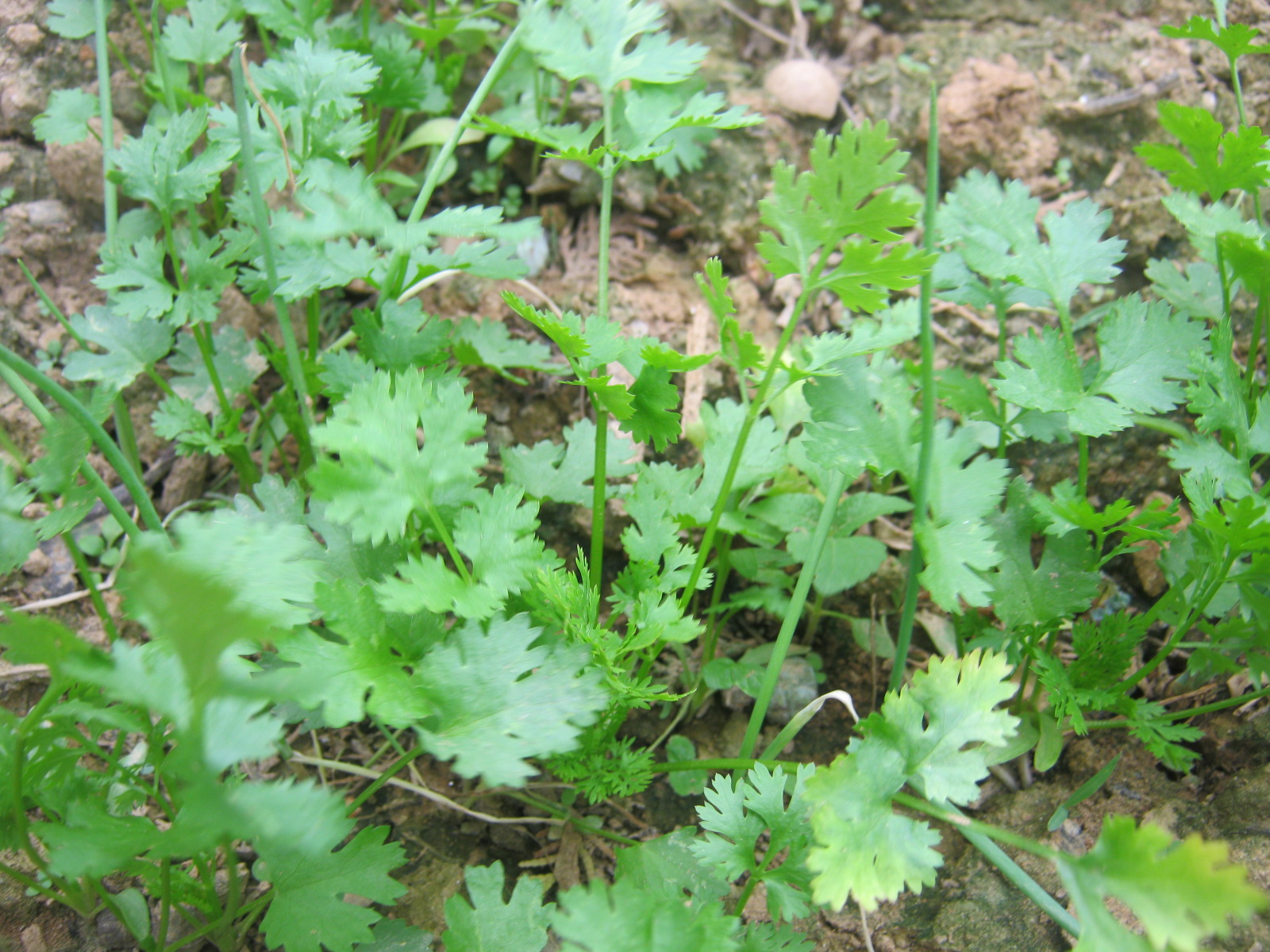
Feuilles de coriandre.

Ce sont principalement les feuilles inférieures qui sont utilisées. De forme dentelée, elles rappellent celles du cerfeuil. Leur goût est frais et très particulier, mais ne plaît pas à tous. Elles entrent en grande partie dans la composition des currys verts. Tout comme pour le persil, on peut récolter les brins au fur et à mesure de leur maturation sur le plant, et ce jusqu'à l'apparition de fleurs blanches ; à ce moment la coriandre acquiert une odeur que certains qualifient de mauvaise.
Au Proche-Orient, elle est très utilisée, hachée fine, notamment pour la chich barak (sorte de raviolis) et la kebbé nayé.

### Fruits
Souvent confondus avec des graines, les fruits de coriandre ont un diamètre de quelques millimètres et sont creux et de couleur brun clair à beige. Leur goût est différent de celui des feuilles. Ils sont usuellement utilisés séchés. Entiers, ils parfument les bocaux de cornichons (pickles) ou les liqueurs. Moulus, généralement après torréfaction, et associés à des baies de poivre, ils entrent dans la composition de base des poudres ou pâtes de curry, ou encore agrémentent des tajines et la harira au Maroc, des saucisses ou des terrines. Leur parfum est subtilement orangé.
En Algérie, dans les Hauts Plateaux, les fruits de coriandre sont moulus et mélangés à une préparation d'ail, ce qui donne une poudre ayant une très forte odeur (« koussbor we thoum » / coriandre et ail). Cette poudre est utilisée dans la préparation de nombreux plats comme le couscous. En Tunisie, on prépare le tabil qui signifie aussi bien les graines de coriandre que le mélange d'épices auquel on peut ajouter du carvi, de l'ail et du piment.

### Huile essentielle
L'huile essentielle développe un parfum et un arôme proches de ceux des fruits dont elle est extraite. Plus facile à doser que les fruits ou leur poudre, elle est utilisée dans la production alimentaire industrielle (boissons, boulangerie, charcuterie, currys…).

### Racines
Les racines sont surtout utilisées dans la cuisine asiatique, en particulier en Thaïlande. Pilées avec de l'ail et du poivre, elles constituent un condiment de base.

Coriandre
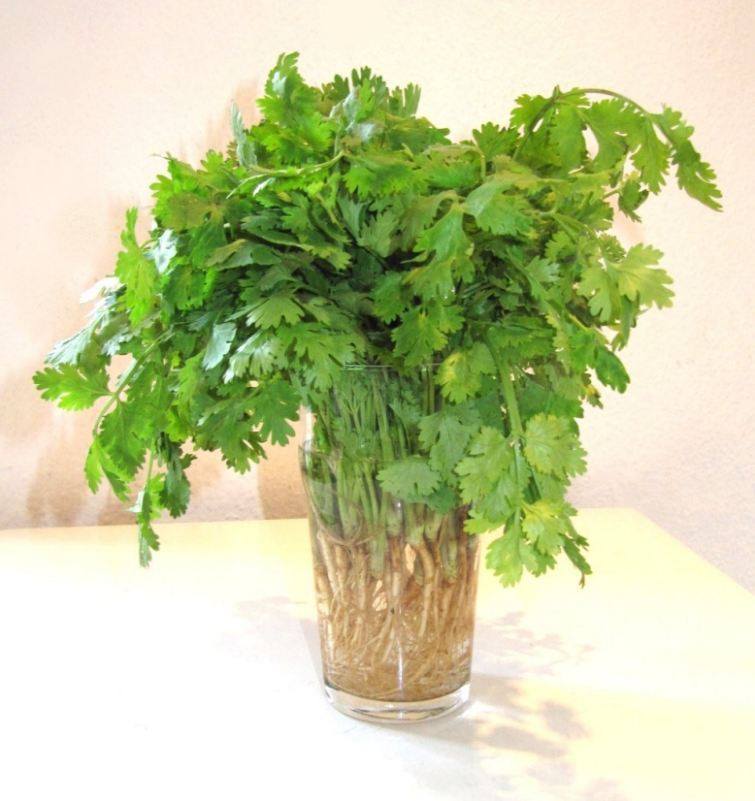
Feuilles de coriandre fraîches (jeunes pousses).
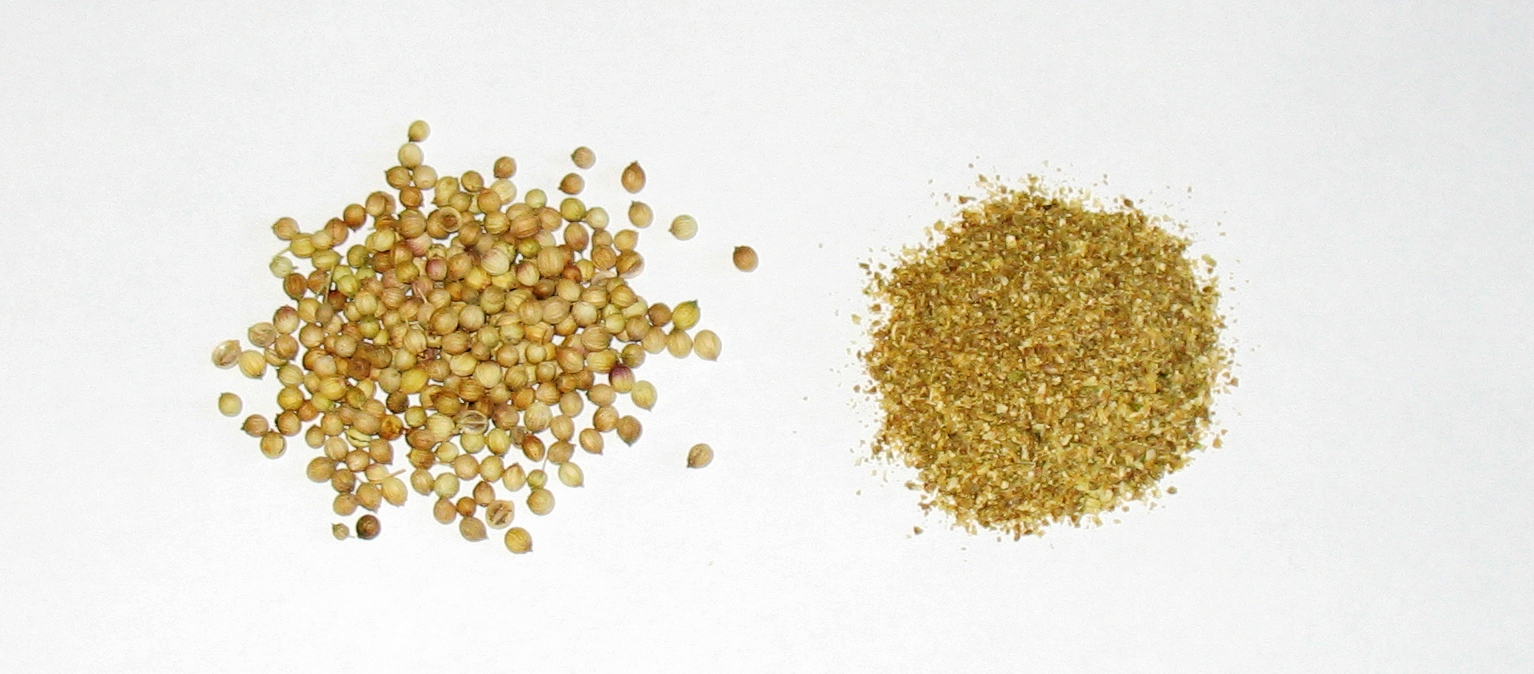
Fruits de coriandre entiers et moulus.
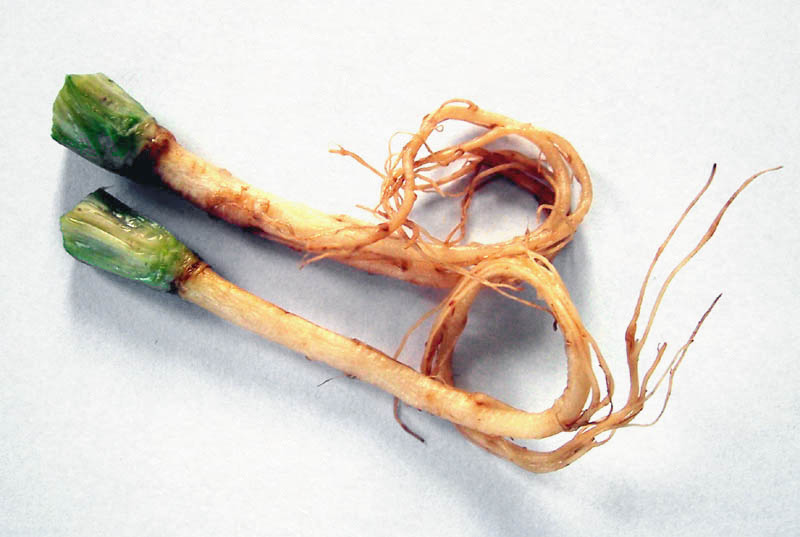
Racines de coriandre.

## Plante médicinale
De nombreuses vertus sont traditionnellement attribuées à la coriandre, cultivée comme plante médicinale depuis l'Antiquité. Elle est surtout connue pour ses propriétés digestives et carminatives. Ses autres effets sur la santé ont peu été étudiés scientifiquement chez l’homme ; toutefois, certaines propriétés ont été mises en évidence par des études in vitro ou chez l'animal. Elle est de nos jours employée en phytothérapie, en homéopathie, et en aromathérapie. Ce sont principalement ses fruits entiers, ou en poudre, et son huile essentielle qui sont utilisés. La coriandre entre couramment dans la composition des tisanes facilitant la digestion, disponibles dans le commerce.

### Usages traditionnels
La coriandre est stomachique et carminative,, ses fruits sont traditionnellement employés dans le traitement des troubles digestifs (ballonnements, lenteur à la digestion, flatulences, spasmes). Pour cet usage, elle est officiellement classée comme plante médicinale en France et en Europe. Elle est fréquemment utilisée en association avec d'autres plantes facilitant la digestion : angélique, aneth, fenouil, anis vert, carvi, badiane, etc. C'est un ingrédient essentiel du vespetrò, une liqueur italienne réputée carminative.
La coriandre est réputée stimulante, excitante,. C'est l'un des constituants de l'Eau de mélisse des Carmes, un remède cordial et tonifiant.
Consommée en grande quantité, elle pourrait avoir un effet narcotique. En Iran, elle est utilisée traditionnellement pour lutter contre l'anxiété et les insomnies. Cet effet a été observé en laboratoire sur des souris.
En poudre ou sous forme d'huile essentielle, elle est utilisée pour masquer le goût ou l'amertume d'autres plantes (séné, rhubarbe).
Les feuilles auraient une utilité pour faire baisser le taux de tri-glycérides.
Fraîche, elle est réputée diurétique.

### Pharmacopée moderne
La coriandre est inscrite à la Pharmacopée française (liste A : plantes médicinales utilisées traditionnellement) et à la Pharmacopée européenne : l'utilisation des fruits est reconnue pour le traitement de troubles digestifs variés (ballonnements épigastriques, lenteur de la digestion, éructations, flatulences) et des colites spasmodiques.
En France, la coriandre en l'état ou en poudre peut être librement commercialisée en dehors du circuit pharmaceutique, mais toute spécialité pharmaceutique ou préparation comportant des indications thérapeutiques est soumise à une autorisation de mise sur le marché (AMM) de la part de l'Agence française de sécurité sanitaire des produits de santé (AFSSAPS).

## Plante aphrodisiaque?
Depuis les temps les plus anciens, la coriandre est considérée comme une plante magique aux propriétés aphrodisiaques, notamment en Égypte et en Palestine. Au Ier siècle, Dioscoride conseillait de boire du vin mêlé à de la coriandre pour favoriser la production de sperme. Les Romains l'associaient à de l'ail pressé pour confectionner un philtre d'amour.
Elle fait partie d'une recette de pilules aphrodisiaques de l'Ananga Ranga (de) (livre indien sur l'art d'aimer du XVe ou XVIe siècle). Ses propriétés aphrodisiaques sont mentionnées dans les contes Les Mille et Une Nuits.
Toutefois cette vision n'est pas partagée par tous les auteurs. Hildegarde de Bingen (XIIe siècle) ne parlait pas de la coriandre alors qu'elle connaissait les propriétés aphrodisiaques, donc néfastes, selon elle, de nombreuses épices orientales. Dans De vegetalibus (XIIIe siècle), Albert le Grand la décrit comme anaphrodisiaque. En Afrique du Nord, les fruits secs sont également considérés comme anaphrodisiaques.

## Autres utilisations
Parmi ses utilisations dans le domaine alimentaire et de la santé humaine, l'huile essentielle est employée dans l'industrie pharmaceutique pour masquer l’amertume de certains médicaments. Elle est également employée comme agent de senteur dans des produits d'entretien ménager, des lessives, des produits cosmétiques, et en parfumerie.
La coriandre est mellifère : de grandes surfaces agricoles permettent la production d'un miel monofloral. Le miel de coriandre est produit un peu partout, mais en faible quantité, sauf en Europe de l'Est : en Roumanie et en Bulgarie, ainsi qu'en Russie, où il est une spécialité appréciée pour son arôme puissant.
On l'emploie parfois pour son parfum dans les pots-pourris.

## Valeur nutritionnelle, principes actifs
| Teneur moyenne pour :   | Feuille crue | Feuille crue | Fruit | Fruit      |
| Teneur moyenne pour :   | 100 g        | 125 ml (8 g) | 100 g | 5 ml (2 g) |
| ----------------------- | ------------ | ------------ | ----- | ---------- |
| Eau (g)                 | 92,21        | 7,79         | 8,86  | 0,16       |
| Valeur calorique (Kcal) | 23           | 2            | 298   | 5          |
| Protéines (g)           | 2,13         | 0,18         | 12,37 | 0,23       |
| Lipides (g)             | 0,52         | 0,04         | 17,77 | 0,33       |
| Glucides (g)            | 3,67         | 0,31         | 54,99 | 1,01       |
| Fibres alimentaires (g) | 2,8          | 0,2          | 41,9  | 0,8        |

### Éléments antioxydants
La coriandre contient plusieurs composés antioxydants,, principalement des acides phénoliques (acide caféique, acide férulique, acide gallique et acide chlorogénique), mais aussi des terpénoïdes, des coumarines, des flavonoïdes (dans les fruits), et des caroténoïdes dans les feuilles (carotènes, xanthophylles : lutéine, zéaxanthine, cryptoxanthine).

### Vitamines
Les feuilles sont riches en vitamine K (310 µg pour 100 g) jouant un rôle dans la coagulation sanguine et participant au développement des os[réf. nécessaire].
Les feuilles contiennent de la β-carotène (3 930 µg pour 100 g), provitamine de la vitamine A jouant un rôle essentiel dans la vision, la santé de la peau et des muqueuses, la formation des os et le fonctionnement du système immunitaire.

### Précautions et intolérance
La coriandre fraiche est susceptible de provoquer des réactions allergiques, notamment un syndrome d’allergie orale. La présence de vitamine K est à prendre en compte lors de traitements anticoagulants (antivitamine K).
Selon Philippe Pouillard, entre 15 et 25 % de la population déteste son odeur ou son goût. Cette proportion varie cependant selon les régions. Cette sensation est due à une surexpression du gène OR6A2, qui contrôle la sensibilité aux aldéhydes et donne un goût de savon à l'aliment,,.

## Recherches sur les propriétés
La coriandre est connue depuis l'Antiquité, consommée mondialement, répandue dans toutes les régions tempérées, facile à cultiver et traditionnellement réputée pour diverses propriétés. Elle fait donc naturellement l'objet d'études scientifiques, notamment dans les domaines de la nutrition, de la santé humaine et de l'agriculture.
- Antioxydant : l'activité antioxydante de la coriandre a été étudiée in vitro. Elle pourrait être suffisante pour que son utilisation en cuisine participe à prévenir la détérioration de la nourriture par oxydation. Les extraits de feuilles se sont révélés plus efficaces que les extraits de fruits[28]. L'effet antioxydant de certains polyphénols tirés des fruits a été confirmé pour des cellules humaines, dans des conditions expérimentales. Cependant la quantité qu'il faudrait ingérer pour favoriser les défenses de l'organisme contre le stress oxydatif est inconnue[35].
- Antibactérien : les éléments antioxydants de la coriandre pourraient également jouer un rôle dans l'activité antibactérienne contre Bacillus subtilis et Escherichia coli observée in vitro[36]. D'autres composés aliphatiques extraits des feuilles ont également montré des propriétés bactéricides contre Salmonella choleraesuis, en partie parce qu'ils agissent comme des tensioactifs non ioniques[37].
- Anxiolytique : des expériences sur des souris ont confirmé l'emploi traditionnel, en Iran, contre l'anxiété et les insomnies[19].
- Chélateur (plomb) : une étude sur des souris suggère un effet préventif lors d'une intoxication rénale par le plomb[38].

## Galerie

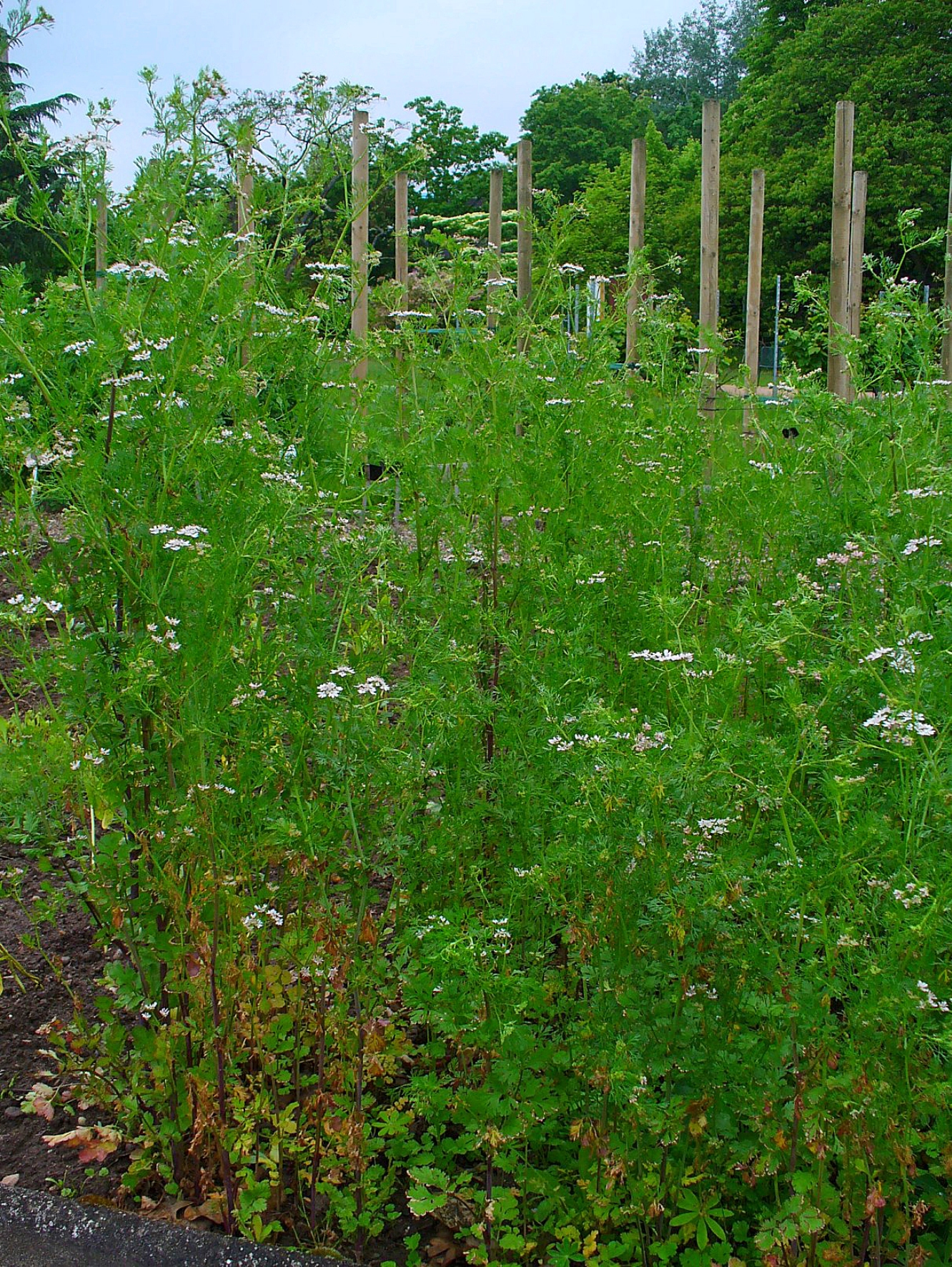
Habitus (Botanical Garden KIT, Karlsruhe, Allemagne)
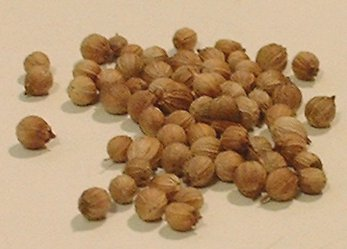
Fruits secs